# Vermiophis taishanensis
Vermiophis taishanensis är en tvåvingeart som beskrevs av Yang och Chen 1993. Vermiophis taishanensis ingår i släktet Vermiophis och familjen Vermileonidae. Inga underarter finns listade i Catalogue of Life.